# Зареєстрована медсестра

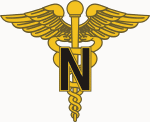
Символ Армійського Корпусу Медсестер США

Зареєстрована медсестра (RN) — медсестра, що закінчила навчання по медсестринській програмі та відповідає вимогам країни, провінції або аналогічного органу ліцензування для отримання ліцензії медсестри . Обсяг практики зареєстрованої медсестри визначає законодавство і регулює професійний орган чи рада. Ліцензійована практична медсестра підпорядковується зареєстрованій медсестрі в силу вищої кваліфікації та управлінських функцій останньої.[джерело?]

### Канада
В Канаді була введена професія і ліцензійний іспит зареєстрованої медсестри в 2015 році. Для здобуття ліцензії зареєстрованої медсестри потрібно скласти канадський іспит для ліцензіювання медсестер розроблений Канадською Асоціацією Медсестер. У Квебеці «Ordre des infirmières et infirmiers du Québec» (Квебецький орден медсестер) проводить власне провінційне ліцензіювання.[джерело?]